# Christopher Hill
John Edward Christopher Hill (Iorque, 6 de fevereiro de 1912 — Chipping Norton, Oxfordshire, 23 de fevereiro de 2003) foi um historiador marxista britânico.
Sua produção está ligada à de um grupo de historiadores marxistas ingleses dos quais se destacam Eric Hobsbawm e Edward Palmer Thompson. A maior parte de sua pesquisa concentra-se na compreensão da Revolução Inglesa, ocorrida no século XVII, sendo considerado o maior historiador sobre a Inglaterra do século XVII. Em 1940 publicou o ensaio The English Revolution? 1640, criando uma nova visão sobre a Revolução Puritana, antes vista como uma aberração dentro da história inglesa. Também foi autor de importante biografia de Oliver Cromwell, chamada God's Englishman.
Passou o ano de 1935 dentro da URSS, quando se interessou pela história política e a cultura russa. Criticou à relutância do Partido Comunista em condenar a invasão da Hungria pela URSS em 1956, abandonando o partido em seguida. Foi mestre do Balliol College, de Oxford, cargo que ocupou de 1965 até 1978.
Hill terminou seu primeiro casamento em divórcio. Sua segunda esposa, Bridget, morreu em 2002. Ele deixa seu filho, Andrew, e sua filha, Dinah.

## Livros (edições em português)
Algumas obras:
- HILL, Christopher. “Lênin e a Revolução Russa”. Rio de Janeiro: Zahar, 1963. [5]
- HILL, Christopher. “A Revolução Inglesa de 1640”. Lisboa: 2. ed. Editorial Presença, 1983.[6]
- HILL, Christopher. “O mundo de ponta-cabeça: idéias radicais durante a Revolução Inglesa de 1640”.  São Paulo: Companhia das Letras, 1987.
- HILL, Christopher. “O eleito de Deus: Oliver Cromwell e a Revolução Inglesa”. São Paulo: Companhia das Letras, 1988.
- HILL, Christopher. “Origens intelectuais da Revolução Inglesa”. São Paulo: 1. ed. Martins Fontes WMF, 1992. [7]
- HILL, Christopher. “A bíblia inglesa e as revoluções do século XVII”. Rio de Janeiro: Civilização Brasileira, 2003.
- HILL, Christopher. “O século das revoluções: 1603-1714”. São Paulo: Editora da UNESP, 2012.

## Livros (edições em inglês)
- HILL, Christopher. “The English Revolution 1640”. Londres: Lawrence & Wishart, 1940.
- HILL, Christopher. “Linin and the Russian Revolution”. Londres: Hodder &¨Stoghton, 1947. [6]
- HILL, Christopher. “Economic Problems of the Church: From Archbishop Whitgift to The Long Parliament”. Oxford: Clarendon Press, 1956. [8]
- HILL, Christopher. “Puritanism and Revolution: Studies in Interpretation of the English Revolution of the 17th Century”. London: Martin Secker & Warburg, 1958. [9]
- HILL, Christopher. The Century of Revolution, 1603–1714”. Nova Iorque: W.W. Norton & Company, 1961. [10]
- HILL, Christopher. “Society and Puritanism in Pre-Revolutionary England”. Londres: Martin Secker & Warburg, 1964. [11]
- HILL, Christopher. “Intellectual Origins of the English Revolution”. Oxford: Clarendon Press, 1965. [12]
- HILL, Christopher. “Reformation to Industrial Revolution: A Social and Economic History of Britain, 1530–1780”. Londres: Weindenfeld & Nicolson, 1967.
- HILL, Christopher. “God's Englishman: Oliver Cromwell and the English Revolution”. Londres: Penguin Books, 1970.
- HILL, Christopher. Antichrist in Seventeenth-Century England. Oxford: Oxford University Press, 1971.
- HILL, Christopher. “The World Turned Upside Down: Radical Ideas During the English Revolution”. Nova Iorque: Viking Press, 1972.
- HILL, Christopher. “Change and continuity in seventeenth-century England”. Londres: Weindenfeld & Nicolson, 1974.
- HILL, Christopher. “Milton and the English Revolution”. Londres: Faber & Faber, 1977. [13]
- HILL, Christopher; REAY, Barry; LAMONT, William Montgomerie. “The World of the Muggletonians”. Londres: Temple Smith, 1983.
- HILL, Christopher. “The Experience of Defeat: Milton and Some Contemporaries”. New York: Viking Penguin, 1984. [14]
- HILL, Christopher. “A Turbulent, Seditious, and Factious People: John Bunyan and His Church, 1628–1688. London: Clarendon Press, 1988.
- HILL, Christopher. “A Tinker and a Poor Man: John Bunyan and His Church, 1628-88”. Nova Iorque: A. Knopf, 1989.
- HILL, Christopher. “A Nation of Change and Novelty: Radical Politics, Religion and Literature in Seventeenth-Century England”. Abingdon (Oxfordshire): Routledge, 1990.
- HILL, Christopher.”The English Bible and the Seventeenth-Century Revolution”. Nova Iorque: Penguin Books, 1993. [15]
- HILL, Christopher. “Liberty Against the Law: Some Seventeenth-century Controversies. Londres: Allen Lane, 1996.